# Mario Orfini
Mario Orfini, né le 5 novembre 1936 à Lanciano, est un producteur de cinéma, réalisateur, scénariste et photographe italien.

## Biographie
Après s'être installé à Milan, Orfini a commencé sa carrière professionnelle en tant que photojournaliste indépendant pour de nombreux magazines et s'est également consacré à la photographie de scène au Piccolo Teatro di Milano. Installé à Rome depuis 1969, il travaille ensuite pour la télévision et produit une adaptation cinématographique d'un opéra-rock en 1972, Orfeo 9 (it) de Tito Schipa Jr. (it) puis enchaîne la même année avec la production d'un premier vrai film, L'Invention de Morel d'Emidio Greco avec Anna Karina. Après un premier film personnel pour le grand écran en 1978 — il avait déjà réalisé le téléfilm Explosion en 1972 —, Noccioline a colazione, dans lequel il joue également, il intensifie ses activités de production à partir de 1980 et permet la réalisation de plusieurs œuvres artistiquement exigeantes d'Emidio Greco, Roberto Faenza et Fabio Carpi. En 1984, Orfini remporte un grand succès avec Ainsi parlait Bellavista de Luciano De Crescenzo. En 1988, il tente une incursion finalement décevante dans le cinéma commercial américain avec le thriller Mamba, pour lequel il collabore avec de nombreux noms connus (Giorgio Moroder a ainsi écrit la musique). Après un échec retentissant en 1992 avec Classe spéciale, un film musical taillé pour sa vedette Adriano Celentano, Orfini ne revient sur le devant de la scène que six ans plus tard, avec L'anniversario (it), un mélodrame avec Laura Morante. En 2001, il se retire dans la vie privée.

## Filmographie

### Réalisateur
- 1971 : Explosion (téléfilm)
- 1978 : Noccioline a colazione
- 1983 : Cesare Lombroso (série télévisée)
- 1988 : Mamba
- 1992 : Classe spéciale (Jackpot)
- 1999 : L'anniversario (it)

### Producteur
- 1972 : Orfeo 9 (it) de Tito Schipa Jr. (it)[1]
- 1973 : L'Invention de Morel (L'invenzione di Morel) d'Emidio Greco
- 1973 : Si les porcs avaient des ailes (Porci con le ali) de Paolo Pietrangeli
- 1980 : Il pap'occhio de Renzo Arbore
- 1981 : Calderón (it) de Giorgio Pressburger
- 1983 : Occhio nero, occhio biondo e occhio felino (it) de Muzzi Loffredo (it)
- 1983 : "FF.SS." - Cioè: "...che mi hai portato a fare sopra a Posillipo se non mi vuoi più bene?" de Renzo Arbore
- 1984 : Ainsi parlait Bellavista (Così parlò Bellavista) de Luciano De Crescenzo
- 1987 : 32 dicembre (it) de Luciano De Crescenzo
- 1991 : L'Amour nécessaire (L'amore necessario) de Fabio Carpi[4]
- 1991 : Le Dimanche de préférence (La domenica specialmente) de Marco Tullio Giordana